# Manuel Portela
Manuel Portela Valladares (Pontevedra, 31 de enero de 1867-Bandol, 29 de abril de 1952) fue un político español de ideología liberal y centrista. Fue ministro durante el reinado de Alfonso XIII y llegó a ser presidente del Consejo de Ministros durante la Segunda República Española.

## Biografía

### Formación y primeros años
Nacido en Pontevedra el 31 de enero de 1867, era hijo de Juan Portela Dios y Teresa Valladares Rial, quedó huérfano de padre con solo diez años. Fue acogido por su tía, Juana Portela Dios, mujer del impresor José Vilas García. Este matrimonio disfrutaba de una situación económica desahogada, lo que le permitió estudiar en el colegio de jesuitas de Camposancos en La Guardia, para posteriormente seguir la carrera de Derecho en la Universidad de Santiago de Compostela.
Se graduó en 1889 en la universidad compostelana. Hasta 1899 residió en la ciudad de Pontevedra, donde trabajó como redactor del Diario de Pontevedra, ejerció de juez municipal y fue decano del Colegio de Abogados. En 1898, con solo 31 años, consiguió plaza como registrador de la propiedad en Madrid.

### Carrera política
Instalado en Madrid, entró en el mundo de la política de la mano de Montero Ríos siendo elegido diputado a Cortes en 1905 por el distrito lucense de Fonsagrada, a pesar de no contar con el apoyo de las redes clientelares locales. Sin embargo, situación que lograría revertir durante su primer mandato y que le permitió consolidarse como diputado por este distrito. De este modo, mantendría su acta por Fonsagrada hasta el cierre de las Cortes tras el 
golpe de Primo de Rivera en septiembre de 1923. En 1909 fundó la Liga Agraria de Acción Gallega junto al que sería su líder, Basilio Álvarez, a quien le unió una gran amistad, y el periodista Alfredo Vicenti.

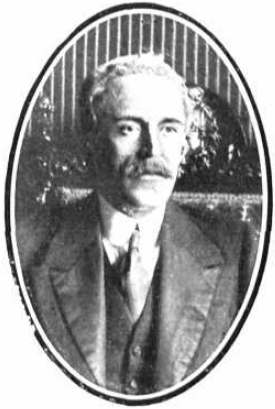
Portela hacia 1912.

Hombre de confianza de José Canalejas, fue nombrado en noviembre de 1910 gobernador civil de Barcelona renunciando en octubre de 1912.
Se convertiría entonces en fiscal del Tribunal Supremo. El asesinato de Canalejas lo dejó momentáneamente huérfano en el difícil panorama de luchas internas del Partido Liberal. Su estrategia fue centrarse en su papel de diputado de Fonsagrada y consolidar su situación en Barcelona, ciudad a la que trasladó su residencia. Así, en 1913 contrajo matrimonio con la aristócrata catalana Clotilde Puig y de Abaria, que le dio el título de conde de Brias y le proporcionó una importante fortuna. En la ciudad catalana desarrollaría, además, su vida masónica más activa, con el nombre simbólico de Voluntad. Perteneció a las logias Fénix y Liberación y promovió la formación de la Gran Logia del Nordeste, de la que sería Gran Maestre. En 1923 volvería a ocupar el gobierno civil de Barcelona y tras su cese ejerció como ministro de Fomento del último gabinete liberal de García Prieto anterior a la dictadura de Primo de Rivera.
En 1924 fundó en Vigo un diario, El Pueblo Gallego, periódico democrático que abrió las puertas a intelectuales republicanos y galleguistas e hizo campaña a favor de una regeneración de la vida política española.
En 1930, Portela Valladares fue uno de los firmantes del llamado Pacto de Barrantes, en el que participaron los más destacados líderes republicanos y galleguistas del momento en Galicia, como Ramón Otero Pedrayo y Castelao, con quien compartía la necesidad de autonomía para Galicia y a quien lo uniría una mutua relación de amistad y confianza. Portela promovió la reunión de Barrantes como respuesta al Pacto de Lestrove, que consolidó como cabeza del republicanismo gallego al coruñés Santiago Casares Quiroga, en un intento de mantener una posición de liderazgo en la política gallega de cara a la etapa que se avecinaba. Sin embargo, la tibieza del manifiesto respecto a la forma de gobierno que habría que adoptar en ella, dejó a Portela y a los galleguistas rezagados respecto a los firmantes de Lestrove.
Durante la República fue desde 1931 a 1933 parlamentario por la provincia de Lugo y en 1936 salió elegido por la provincia de Pontevedra.
En 1935, bajo el gobierno derechista de Alejandro Lerroux, fue gobernador general de Cataluña (enero-marzo de 1935) hasta su nombramiento como ministro de la Gobernación en el mes de abril, cargo en el que se mantendría hasta septiembre. A finales de año, el presidente de la República Alcalá Zamora le encomendó la presidencia del Gobierno. El gobierno centrista que presidió ejerció sus funciones hasta la toma de posesión en febrero de 1936 del gobierno resultante de las elecciones generales, para las que organizó el Partido del Centro Democrático. Las elecciones fueron, precisamente, el principal cometido de este gobierno. Su misión era, por una parte, conseguir que entrase en el Parlamento una minoría de diputados de centro lo suficientemente amplia como para atemperar la polarización creciente del régimen, ejerciendo de contrapeso a los enfrentamientos de derecha e izquierda. Y por otra, garantizar que se produjese un relevo en el gobierno, con el temor de que un gobierno del bloque de derechas encaminase la república hacia un régimen autoritario, en la senda de la Austria de Dolfuss. Durante su gabinete se produjo también un importante relevo de gobernadores civiles, con 88 nombramientos en poco más de dos meses de mandato. Tras celebrarse el 16 de febrero de 1936 las elecciones, Portela reconoció la victoria del Frente Popular (se refirió a ella como "triunfo inobjetable") a pesar de las presiones golpistas de grupos derechistas que, encabezados por Gil-Robles y Franco, pretendían la declaración del estado de guerra para evitar así el traspaso de poderes, y finalmente presentó la dimisión del Gobierno el 19 de febrero. Días antes de dejar su cargo advirtió al vicesecretario de la Comisión Ejecutiva del PSOE: "Tomen ustedes toda clase de precauciones. Estamos amenazados por un golpe de Estado".

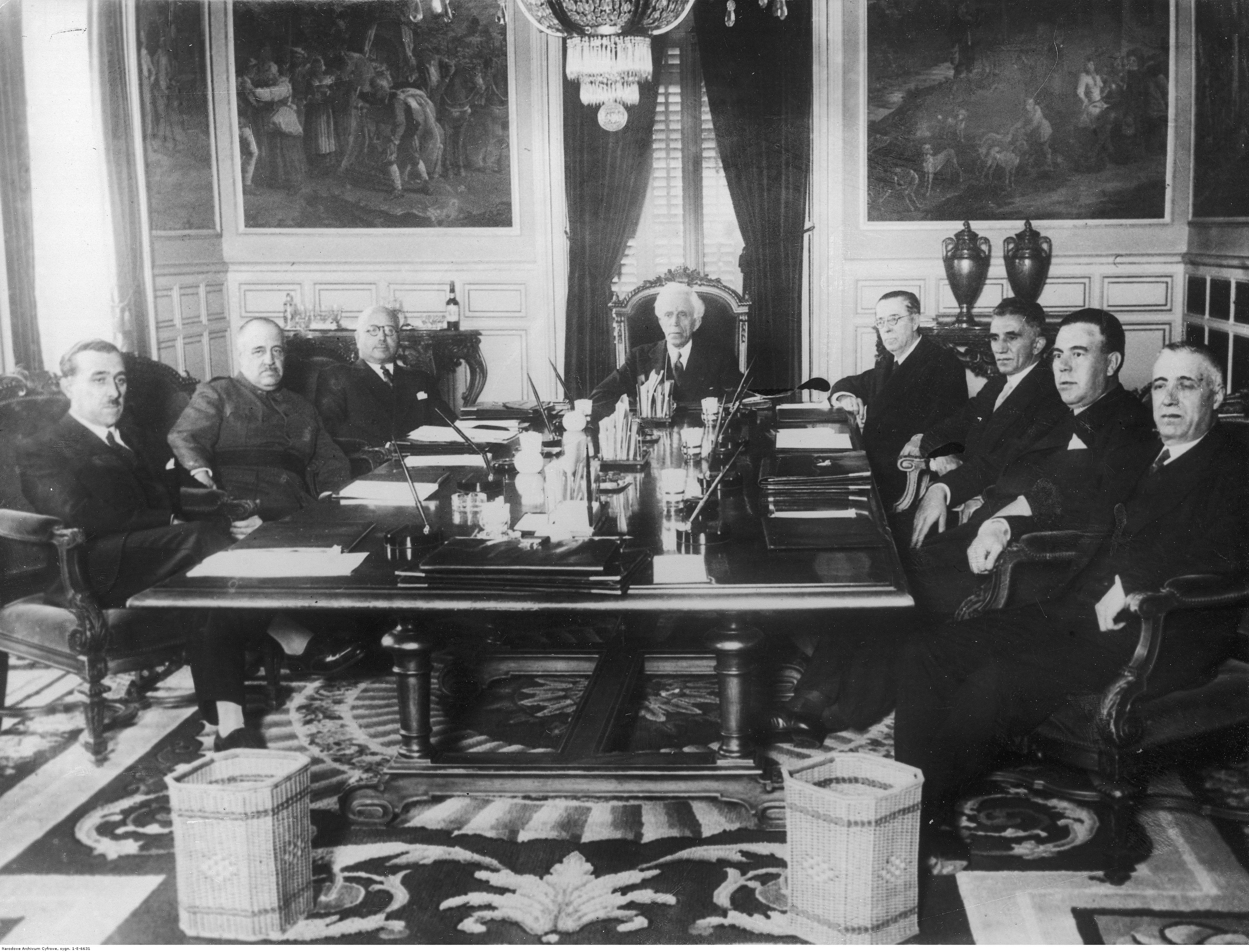
Gobierno de Portela Valladares (en la cabecera de la mesa), fotografiado en diciembre de 1935.

El mismo día recibió, entre otras, la visita del general Franco en Gobernación, quien le comunicó que estaba entregado exclusivamente a sus deberes profesionales y «alejado de toda actividad política», para desmentir los rumores que habían circulado esa noche de que tanto él como el general Goded habían sido detenidos.
Tras estallar ese mismo año la Guerra Civil, Portela Valladares permaneció leal a la República, siendo fiel a su ideología liberal y reformista, aunque previamente vivió un período de indecisión. La situación de revolución que asoló a Madrid tras el fracaso del golpe puso en peligro su vida, amenazado por elementos anarquistas por su posición económica y su ideología moderada, a pesar de su participación en favor de la República. Por esa razón se vio obligado a huir a Francia. Los primeros meses los pasaría en Niza, refugio de exiliados de la retaguardia republicana, por lo que en un primer momento las noticias que recibía de España se limitaban a los desmanes cometidos en esta zona. Ajeno a lo que sucedía en la retaguardia nacionalista y presionado por su esposa, monárquica y antirrepublicana, se planteó el contacto con Franco para garantizar su regreso a España sin peligro de su vida. Sin embargo, su condición de liberal, su actuación en las elecciones de 1936 y su relación con la masonería lo convertían en persona non grata para los golpistas, que ordenaron la incautación de sus bienes situados en la zona sublevada, como su diario, El Pueblo Gallego, que pasó a manos de Falange. Los problemas económicos y la diferencia de posiciones políticas provocó la separación del matrimonio Portela-Puig. Después de abandonarlo, la condesa regresó a España a la zona nacional, donde renegó públicamente de Portela Valladares, consolidando su imagen de masón traidor a la patria. Tras su separación, Portela trasladó su residencia a París, donde entró en contacto con los republicanos a España. El gobierno republicano de Juan Negrín solicitó sus servicios, intentando asegurar su asistencia a las Cortes de Valencia. El apoyo de políticos moderados y de talante democrático reconocido internacionalmente se antojaba necesario para el gobierno, en un intento de deshacerse de su imagen de radicalidad y desorden que difundían los rebeldes para garantizar el descrédito de los republicanos y justificar su golpe de Estado. Portela participó en las cortes de Valencia reunidas en octubre de 1937 y se encargó de presidir el trust que financiaba el SERE (Servicio de Evacuación de Refugiados Españoles). El compromiso público de Portela con el gobierno republicano y su asistencia a las Cortes de Valencia provocó una campaña de descrédito de su persona por parte de la prensa franquista, cuyos mayores golpes de efecto fueron las declaraciones en su contra de su esposa y la publicación de la carta que antes de su separación había escrito Portela para tantear sus posibilidades de regreso. Esta campaña consolidó la imagen del Portela traidor a la patria para el bando franquista y debilitó su posición pública en el bando republicano, a pesar de lo cual se mantuvo políticamente activo y en contacto con aquellos republicanos con los que había trabajado a lo largo de su vida.

### Últimos años
Finalizada la contienda en 1939, se vio obligado a salir de nuevo para Francia. Intentó trasladarse a América Latina, donde se refugiaron la mayoría de sus amigos, pero su condición de liberal y las presiones de la España franquista impidieron que consiguiera el visado. Perseguido por la Francia de Vichy, se vio obligado a trasladarse de París al sur del país, donde vivió la mayor parte de la Segunda Guerra Mundial bajo arresto domiciliario. Además, fue apresado por la Gestapo y permaneció una semana detenido en condiciones pésimas en el Castillo de If, en Marsella. Aunque el régimen franquista instalado en España solicitó su extradición, esta no fue concedida, lo que probablemente le salvó la vida. Aun así, tanto él como los miembros de su gabinete en funciones de febrero de 1936 terminarían siendo víctimas de la represión de la dictadura franquista, siendo incluidos en el artículo 4(f) de la Ley de Responsabilidades Políticas de 9 de febrero de 1939; estos, por el mero hecho de «haber convocado las elecciones para Diputados a Cortes del año 1936, formado parte del Gobierno que las presidió o desempeñado altos cargos con el mismo», serían expedientados civilmente por las «responsabilidades» contraídas.

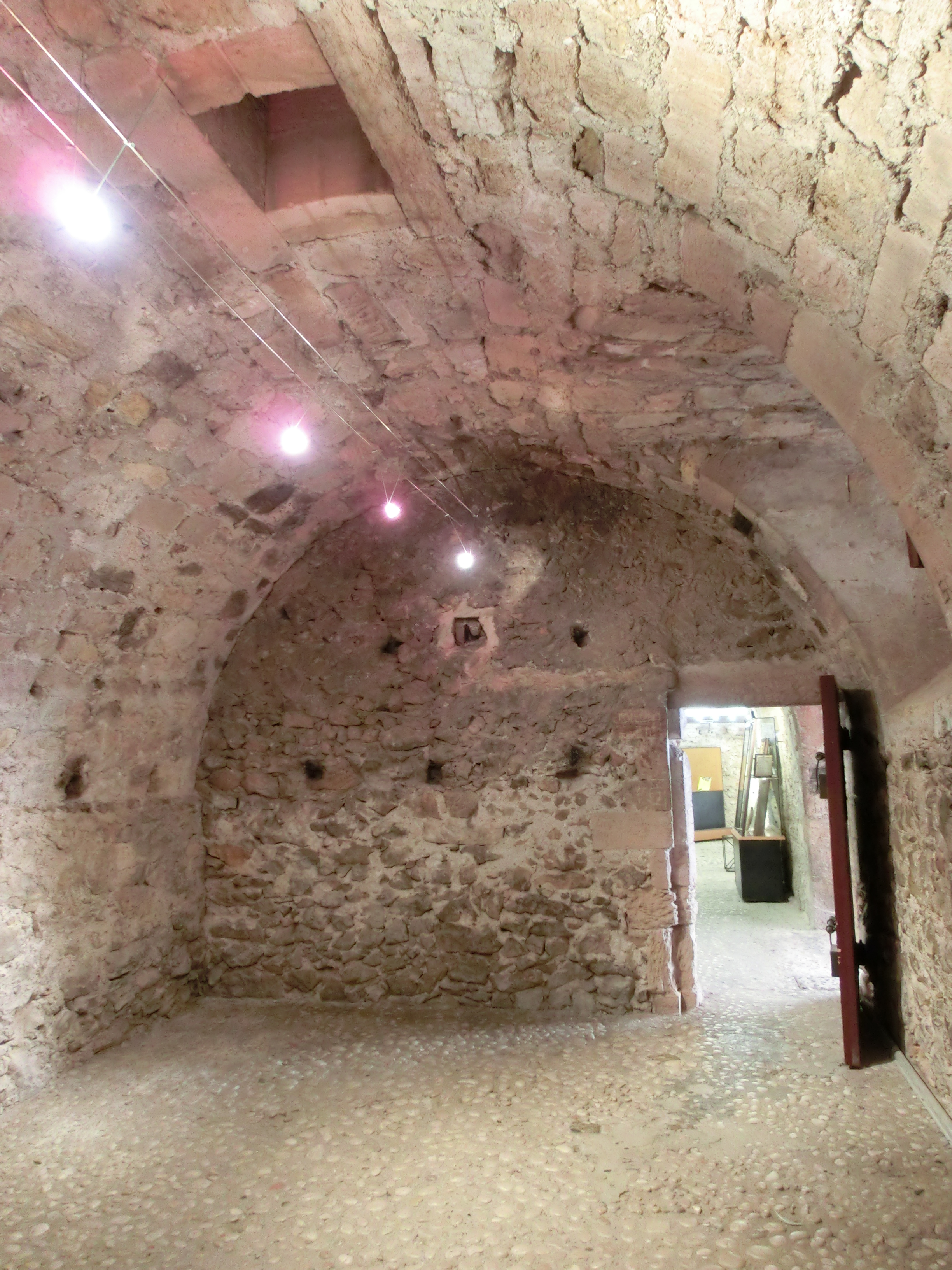
Interior de una celda en el Castillo de If, Francia, donde estuvo apresado por la Gestapo.

Tras el final de la Segunda Guerra Mundial, recuperó el contacto con sus compañeros en el exilio americano. Participó con Castelao en el Consejo de Galicia y se rumoreó su nombre para ocupar el cargo de ministro sin cartera representante de los galleguistas en el gobierno Giral de 1946. Pero la oposición de los galleguistas de interior, que desconfiaban de él tras la campaña de descrédito organizada por la propaganda franquista, vetó tal posibilidad. Desde entonces y hasta su muerte se dedicó a poner en orden sus papeles, escribiendo sus memorias y sus previsiones y consejos con la esperanza de una democracia futura para España. Mantuvo el contacto personal y postal con los dirigentes republicanos, así como su influencia entre sus partidarios y compañeros políticos. Falleció en el exilio en Bandol, cerca de Marsella, el 29 de abril de 1952.

## Obra
- Ante el estatuto. Unificación y diversificación de las nacionalidades. Edición del resumen de la conferencia de 1932 por Manoel Carrete en Vento do Leste. Barcelona: Federación de Entidades Culturales Gallegas de Cataluña.
- Dietario (1936-1950). Edición de José Antonio Durán (1988): Dietario de dos guerras (1936-1950): notas, polémicas y correspondencia de un centrista español. Sada, La Coruña: Edicións do Castro.
- Memorias (1952). Edición de José Antonio Durán (1988): Memorias dentro del drama español. Madrid: Alianza Editorial.
- A Nosa Terra e Nós. Escritos en galego. Edición de Xosé Enrique Acuña (1992). Pontevedra: Casal.